# Pompeia (esposa de Júlio César)
Pompeia Sula (fl. século I a.C.) foi a segunda esposa de Júlio César. Era filha de Quinto Pompeu Rufo, filho de um antigo cônsul, e Cornélia, a filha do ditador Lúcio Cornélio Sula.

## História
César se casou com Pompeia em 67 a.C., depois de ter servido como questor na Hispânia, já viúvo de sua primeira esposa, Cornélia, que morrera no parto de um filho natimorto. César era sobrinho de Caio Mário e Cornélia, filha de Lúcio Cornélio Cina. Assim, ambos eram parentes dos líderes da facção dos populares na guerra civil de 80 a.C.
Em 63 a.C., César foi eleito para a posição de pontífice máximo (pontifex maximus), o sumo-sacerdote da religião estatal romana, o que lhe dava direito a uma residência na Via Sacra. Em 62 a.C., Pompeia realizou um festival em homenagem a Bona Dea ("boa deusa"), no qual homem nenhum poderia participar, em sua casa. Porém, um jovem patrício chamado Públio Clódio Pulcro conseguiu entrar disfarçado de mulher, aparentemente com o objetivo de seduzi-la. Ele foi pego e processado por sacrilégio. César não apresentou nenhuma evidência contra Clódio no julgamento e ele acabou inocentado. Mesmo assim, César se divorciou de Pompeia, afirmando: "minha esposa não deve estar nem sob suspeita".
Esta frase deu origem a um provérbio, cujo texto é geralmente o seguinte: "À mulher de César não basta ser honesta, deve parecer honesta".